# Nati nel 1135
| Questa pagina contiene informazioni ricavate automaticamente dalle voci biografiche con l'ausilio del template Bio e di un bot. L'aggiornamento è periodico e automatico e ricostruisce completamente la pagina. Se manca una persona in questa lista, sei pregato di non aggiungerla, ma accertati piuttosto che la sua voce biografica contenga il template Bio e che i dati anagrafici siano correttamente compilati. Se il template Bio manca, inseriscilo tu stesso o, in alternativa, metti l'avviso {{tmp\|Bio}} che ne segnala la mancanza. Se i dati riportati sono sbagliati, correggi direttamente la voce biografica; le modifiche saranno visibili in questa lista entro pochi giorni. Per chiarimenti vedi il progetto biografie. La lista contiene solo le 14 persone che sono citate nell'enciclopedia e per le quali è stato implementato correttamente il template Bio. Pagina aggiornata al 13 gen 2025. |

- 30 marzo - Mosè Maimonide, filosofo, rabbino e medico († 1204)
- Abu Ya'qub Yusuf I, califfo († 1184)
- Alberto da Chiatina, religioso italiano († 1202)
- Alfonso del Portogallo († 1207)
- Bernart de Ventadorn, trovatore, poeta e compositore francese († 1195)
- Ermanno IV di Baden, nobile tedesco († 1190)
- Gautier d'Arras, poeta e scrittore francese († 1189)
- Giovanna d'Aza, nobile spagnola († 1205)
- Guglielmo dalle Bianche Mani, cardinale e arcivescovo cattolico francese († 1202)
- Rhodri ab Owain Gwynedd, sovrano († 1195)
- Sharaf al-Dīn al-Muzaffar al-Ṭūsī, matematico e ingegnere meccanico persiano († 1213)
- Rodolfo di Zähringen, arcivescovo cattolico tedesco († 1191)
- Zhu Shuzhen, poetessa cinese († 1181)
- Inge I di Norvegia, re norvegese († 1161)